# ムラサキムカシヨモギ

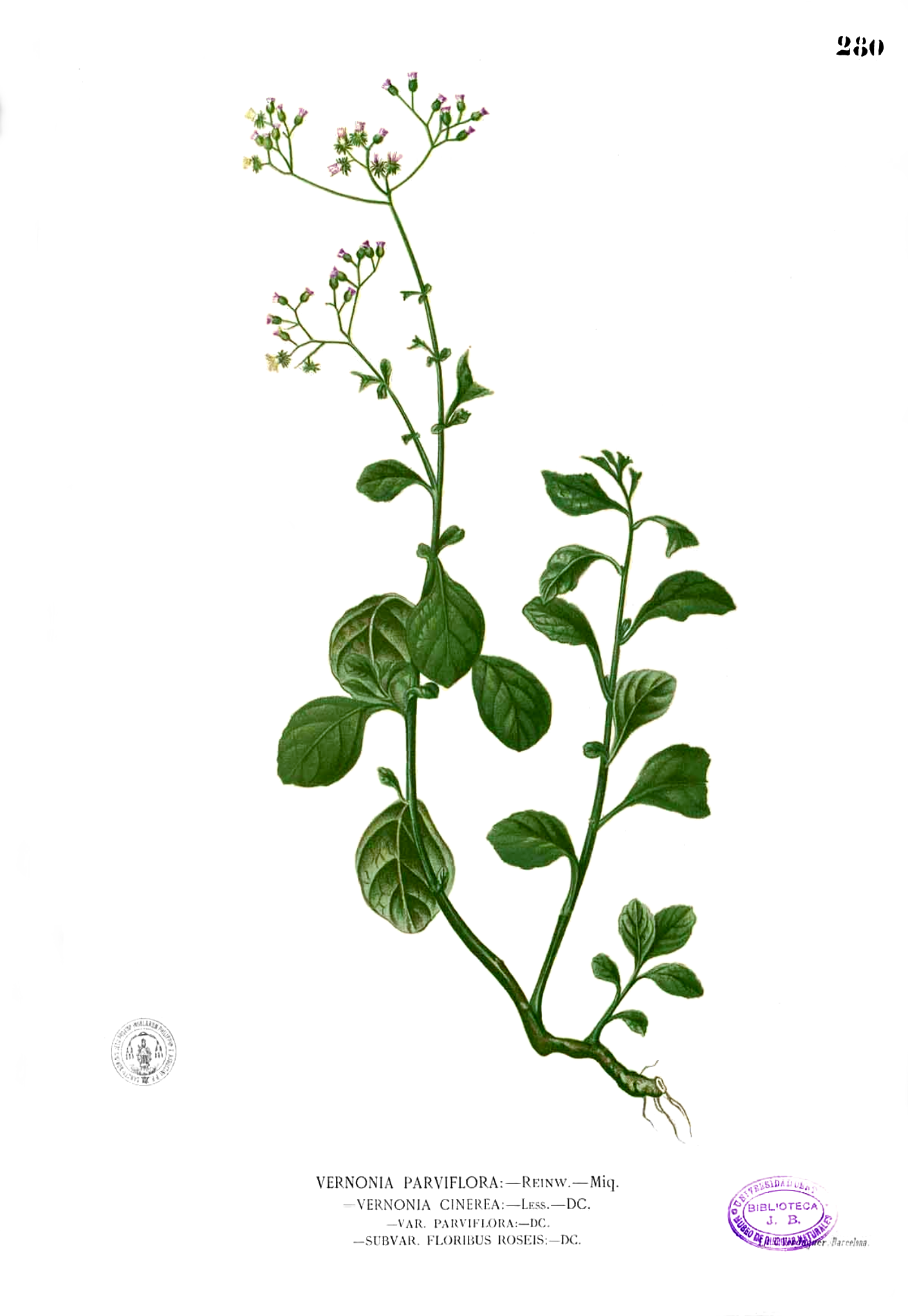
図版

ムラサキムカシヨモギ Cyanthillium cinereum は、キク科の草本。ひょろひょろと伸び、紫色のヤグルマギクを小さくしたような花を付ける。別名にヤンバルヒゴタイがある。

## 特徴
直立性の1年生草本。直立する草で、全体に少し毛がある。茎は細くてまばらに分枝し、高さは20-80cmになる。葉は長さ2-6cm、幅1.5-3cmで倒披針形から倒卵形、先端は尖っているかまたはやや丸く、縁には低い鋸歯が並び、葉柄がある。葉身の基部は楔形。
花はとてもまばらな散房花序（佐竹他(1981)は散房状の円錐花序としている）につき、頭花は小さくて長さ7mm、径2.5mm程度。総苞は鐘形で長さ4-5mm、幅6-8mm、緑色か紫を帯び、毛がある。総苞片は4列になっており、外側のものは線形をしている。小花はすべて両性花で、その花冠は管形で先端が5辺に分かれる。小花は1つの頭花に20個ほど含まれ、花冠の色は鮮やかな紫色で、長さは総苞の約2倍ある。
葯の下部は矢じり形になっている。花柱の枝は短くて毛がある。痩果は円柱形で長さ2mm、幅0.7mm、先端は切り落としたような形で、基部は狭くなっており、表面には一面に毛があり、また腺点がある。先端からは白い冠毛が出ており、長さは4-5mmで内外2列に並び、外側の列の毛の方が短い。
花冠は先が5つに裂けてラッパ状に開いており、そんな小花が頭花の上に並んで咲いている様子はヤグルマギクにも似ており、花色も鮮やかである。ただし、とても小さいのでよく見ないと綺麗であるとはわからない。

## 分布と生育環境
日本では九州南部から琉球列島に分布する。
琉球列島では八重山に数が多く、石垣島のものは花が小さい。国外では中国、熱帯アジアに産する。さらにアフリカ熱帯域、オーストラリア北部、ポリネシア、さらにアメリカ大陸まで分布がある。
沖縄では山地の道ばたによく見られる。

## 分類
本種はかつてショウジョウハグマ属とされ、学名は Vernonia cinerea が使われていた。現在は上記の分類位置となっているが、いずれにしてもショウジョウハグマ連 Trive Veronieae に含まれる。この類は熱帯域を中心にきわめて多様な植物が含まれ、1年草から多年草、低木、藤本、30mに達する高木までがある。含まれる属は約70属、種数は1000を越える。しかしながらその中で日本で見られるのは3種ほどに過ぎず、後述のものは移入と考えられることから、本種のみが日本でこの群を代表するものとなっている。
本種に比較的近縁な日本産の植物としてはミスミグサ属 Elephantopus があり、シロバナイガコウゾリナ E. mollis が小笠原諸島と沖縄以南の琉球列島に、ミスミグサ E. scaber ssp. oblanceolata が沖縄本島と伊江島から知られるが、両種ともに国内のものは移入によるものと考えられている。これらの種は小花が全て管状花からなっている点などで共通するが、頭花1つに小花が4個しか含まれず、そのような頭花が集合体を作るなど、外見的にはかなり異なる植物である。

## 利用
日本国内では特別な利用はない。
だが本種は東アフリカ、西アフリカ、インド、南アメリカで伝統的な医療に用いられてきた。その効については各地で諸説あるものの、おおよそマラリア、不妊、皮膚症状、寄生虫などに効果があるといった点ではほぼ共通している。また、抗うつ作用があるとも言われている。また、伝統的獣医学の方面では食中毒や発熱に対して用いられた。現在もその成分の化学的な研究が行われている。例えば本種から得られたセスキテルペンラクトンは抗マラリア作用を持つことが認められている。

## 保護の状態
環境省のレッドデータには取り上げられていない。宮崎県で絶滅危惧IAに指定されている。

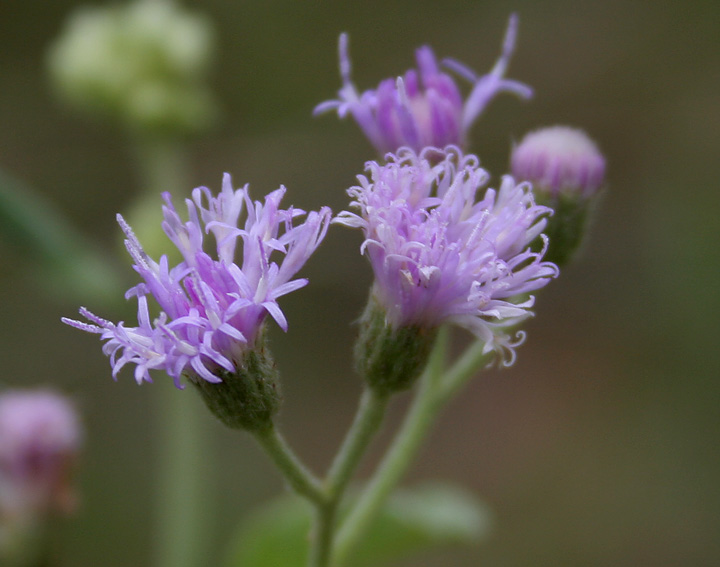
小花はすべて管状花
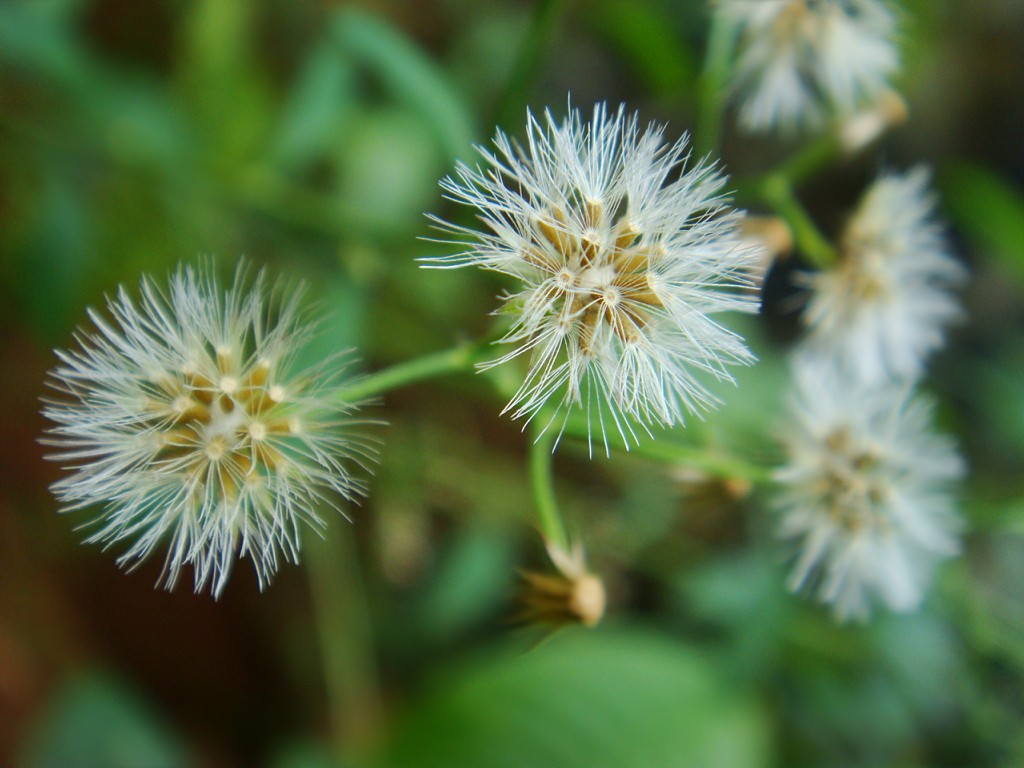
痩果には綿毛がある
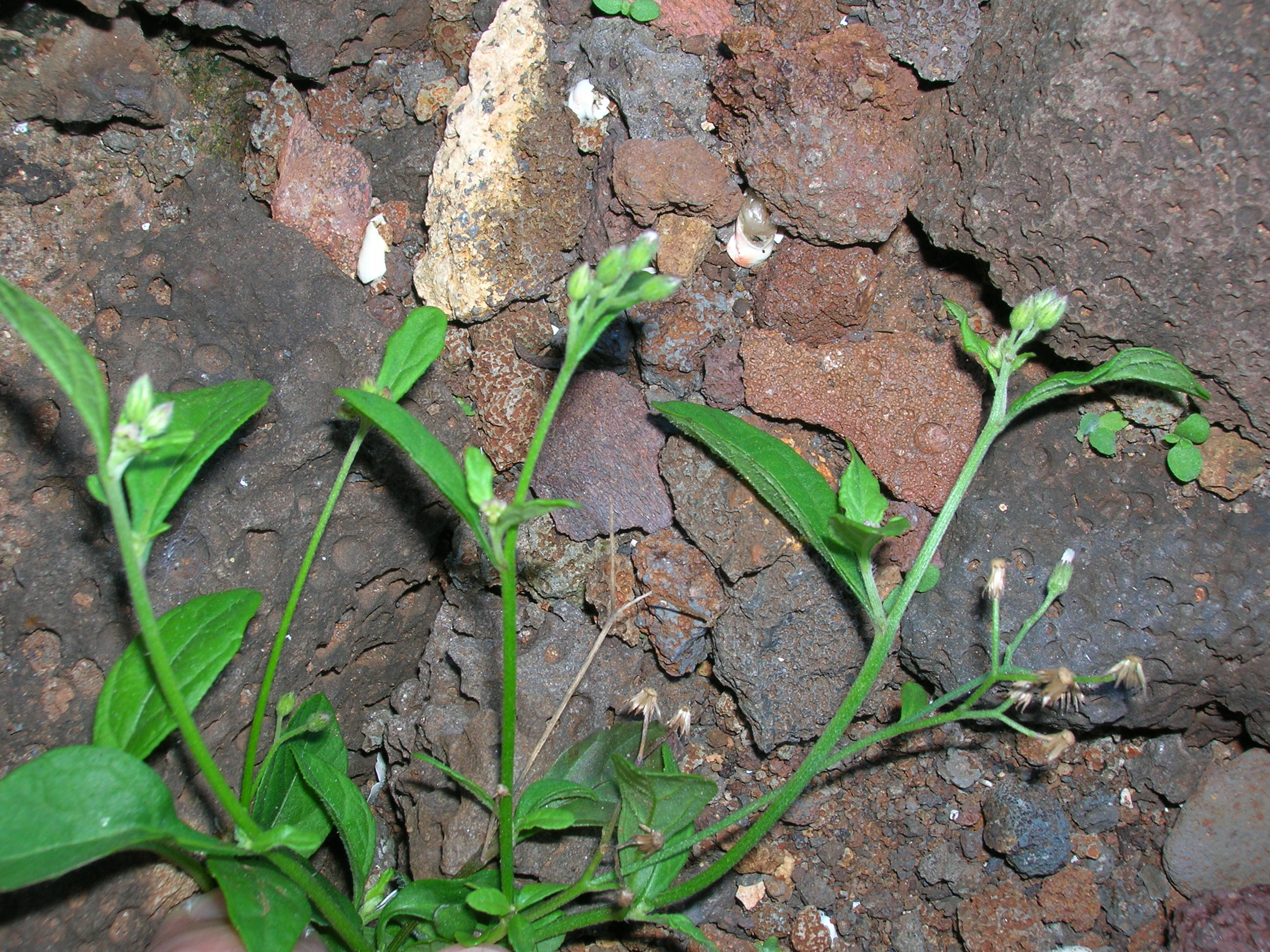
葉の様子